# Dorfkirche Merkewitz

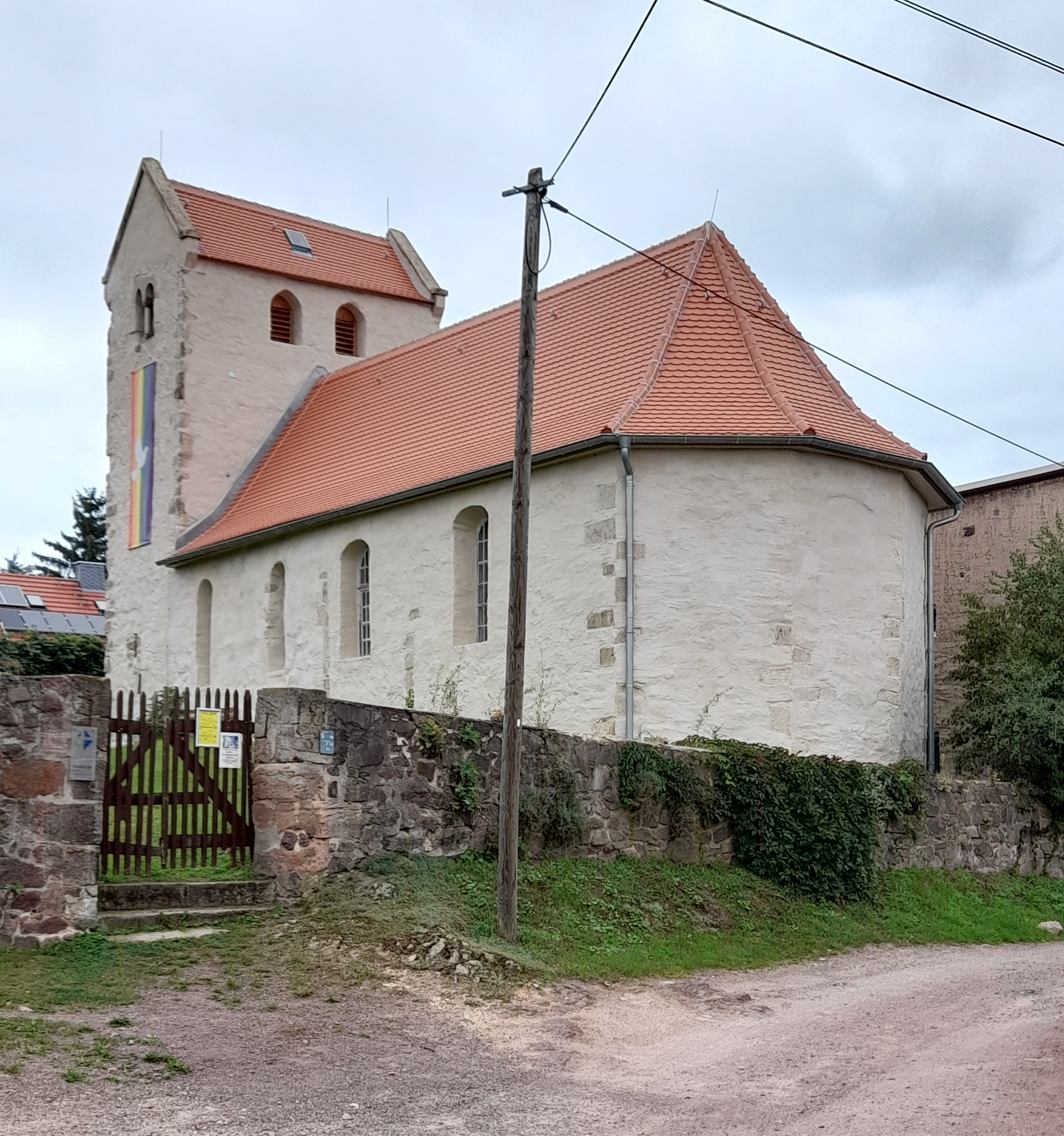
Dorfkirche Merkewitz

Die  evangelische Dorfkirche Merkewitz ist eine denkmalgeschützte Kirche in der Ortschaft Merkewitz des Ortsteiles Wallwitz der Gemeinde Petersberg in Sachsen-Anhalt. Im örtlichen Denkmalverzeichnis ist sie unter der Erfassungsnummer 094 55510 als Baudenkmal verzeichnet. Sie gehört zum Pfarrbereich Teicha im Kirchenkreis Halle-Saalkreis der Evangelischen Kirche in Mitteldeutschland.

## Beschreibung
Die Dorfkirche, das Patrozinium ist heute nicht mehr bekannt, befindet sich an der Straße Im Merkewitzer Winkel. Am Kirchenschiff sind Spuren von Umbauten der Kirche erkennbar. Die beiden westlichen Fenster unterscheiden sich von den östlichen. Eine sichtbare Trennlinie im Gemäuer verläuft zudem zwischen den Fensterpaaren.

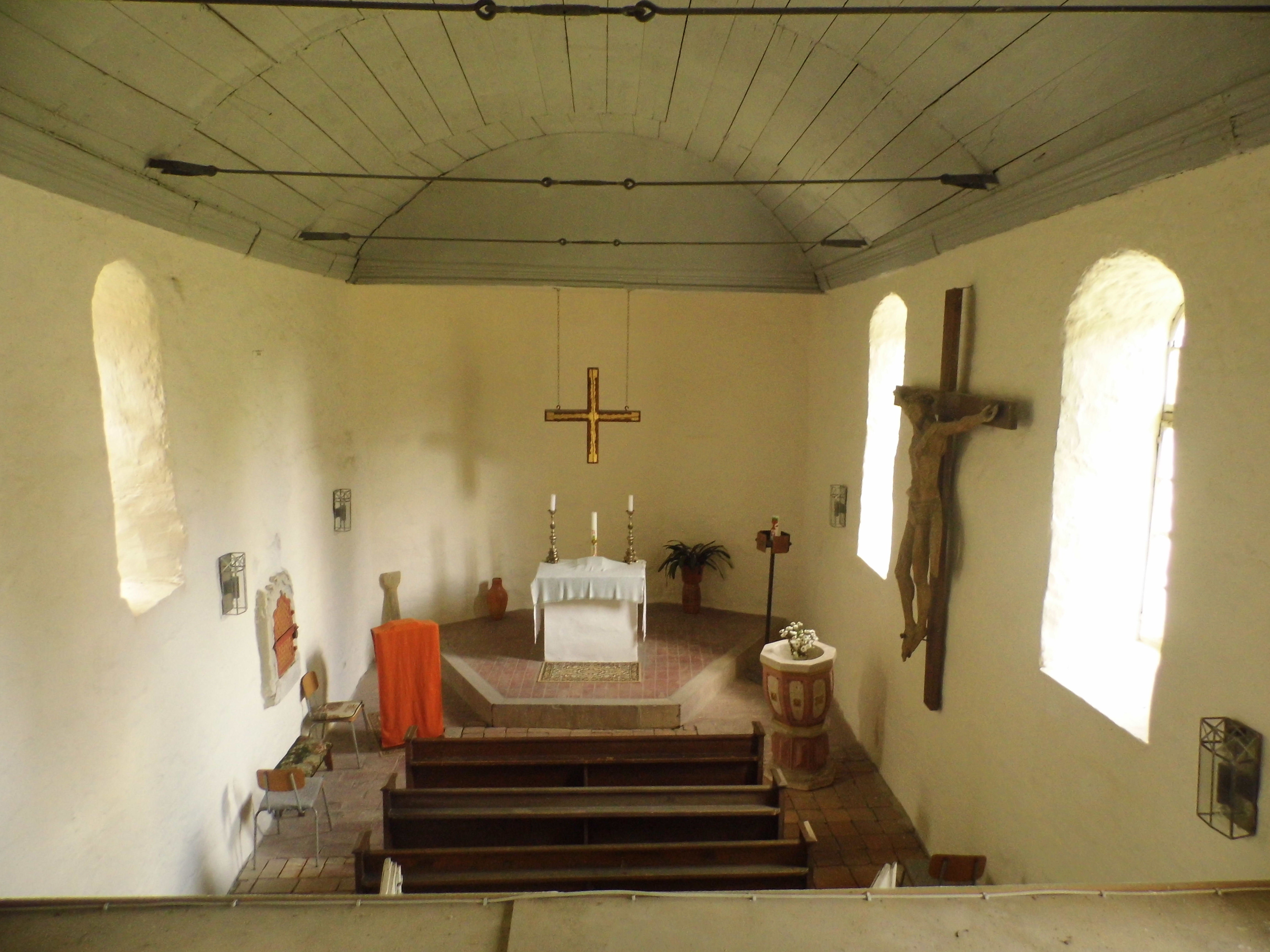
Blick ins Innere

Das Innere der Kirche ist sehr schlicht gehalten, ein gotisches Sakramentshäuschen hat sich an der Nordwand der Kirche erhalten. Der schlicht-weiße Innenraum wird dominiert von einem modernen Kreuz über dem Altar sowie einem großen gotischen Kruzifix an der Südwand. Unter der Empore befindet sich heute eine Winterkirche. Die heutige pneumatische Orgel schuf die Dessauer Firma Fleischer & Kindermann im Jahre 1912 als Opus 35. Sie besitzt acht Register (davon eine Transmission) auf zwei Manualen und Pedal, wurde in den 1970er Jahren barockisiert und ist heute trotz einer vor wenigen Jahren erfolgten Reparatur bereits wieder unspielbar. 
Die heutige Glocke wurde 1708 von Peter Becker aus Halle geschaffen.

## Kriegerdenkmal

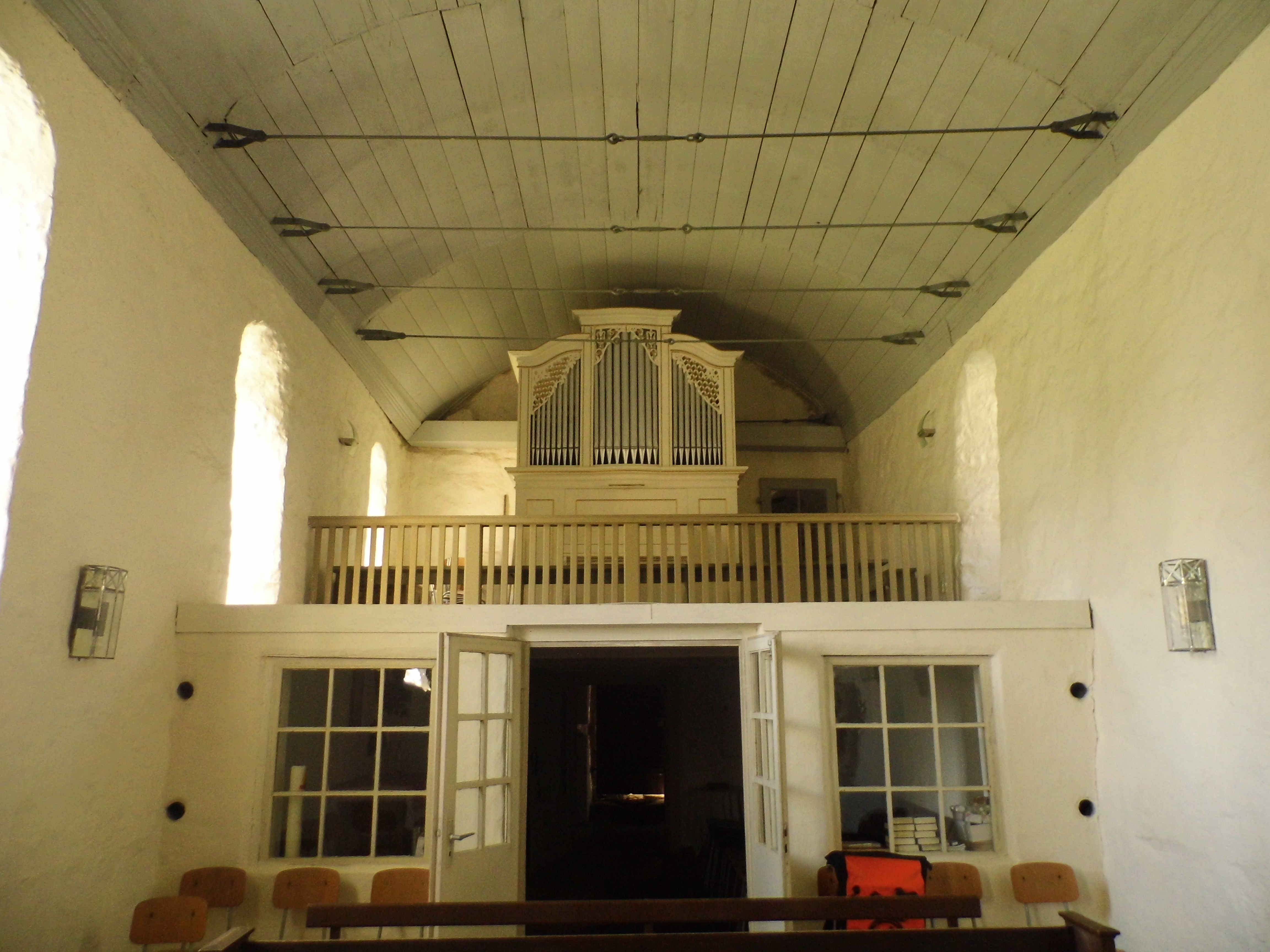
Blick zur Orgel

Auf dem Friedhof der Dorfkirche befindet sich das Kriegerdenkmal für die Gefallenen des Ersten Weltkriegs. Es ist eine gemeinsame Erinnerungsstätte der Orte Dachritz, Westewitz und Merkewitz. Das Kriegerdenkmal wurde in Form eines Grabsteines errichtet und trägt die Inschrift Unseren Treuen Toten sowie die Namen der Gefallenen des Ersten Weltkriegs und der Verstorbenen bis 1920. Verziert ist das Kriegerdenkmal mit einem Eisernen Kreuz und Eichenlaub.